# 双面胶 (电视剧)
《双面胶》是中国大陆一部家庭題材的電視劇，它根據六六的同名小說改編，講述的是上海姑娘丽鹃嫁给了一个大学毕业后留在上海工作的中國东北小伙亚平以及之後婆媳之間的關係。該電視劇由滕华弢执导，潘虹（飾演丽鹃母親）、李明启（飾演婆婆）、海清（飾演丽鹃）、涂松岩（扮演亚平）主演。六六擔任編劇。該電視劇於2007年播出。